# Agustín Gormaz Velasco
Agustín Gormaz Velasco OESA, przyd. Agustín de la Coruña (ur. w 1507 w Coruña del Conde, zm. 24 listopada 1589 w Popayánie) – hiszpański duchowny rzymskokatolicki, augustianin-eremita, misjonarz, biskup popayáński.

## Biografia

### Młodość i prezbiteriat
Nazywał się Agustín Gormaz Velasco. Przydomek de la Coruña, pod którym również był znany, pochodzi od miejsca jego urodzenia. 24 czerwca 1524 złożył śluby zakonne w Zakonie Świętego Augustyna. Na Uniwersytecie w Salamance zdobył wykształcenie teologiczne. Podczas studiów poznał Ignacego Loyolę. Otrzymał święcenia kapłańskie.
W 1533 zgłosił się na ochotnika do grupy siedmiu pierwszych augustianów, którzy wyruszyli na misje do Ameryki. Był misjonarzem w okolicach Tlapy i Chilapy w Nowej Hiszpanii, gdzie nauczył się lokalnego języka Indian. Następnie był przeorem klasztoru w Meksyku (1551-1554), profesorem teologii i wikariuszem prowincjalnym augustiańskiej prowincji Nowej Hiszpanii (1560-1564). Pełniąc ten urząd udał się do Hiszpanii, gdzie wraz z dominikanami i franciszkanami bronił interesów zakonów żebraczych w Ameryce przed roszczeniami biskupów.

### Episkopat
W 1562 król Hiszpanii Filip II mianował go biskupem popayáńskim. O. Gormaz Velasco, przebywający wówczas w Hiszpanii, odrzucił nominację, jednak gdy 1 marca 1564 papież Pius IV zatwierdził wybór, zgodził się przyjąć urząd. 15 października 1564 w klasztorze augustiańskim w Madrycie przyjął sakrę biskupią z rąk nieznanego konsekratora. Był pierwszym augustianinem, który został biskupem w Ameryce.
Do diecezji popayáńskiej przybył w 1566. Region ten był wówczas zubożony przez trzęsienie ziemi i epidemię ospy prawdziwej. Sam żyjąc ubogo, 2/3 dochodów biskupich przekazywał potrzebującym w jego diecezji, a pozostałą część na budowę kościołów i klasztorów. Jako biskup bronił praw Indian – słał informacje o niesprawiedliwościach popełnianych wobec rdzennej ludności do króla Filip II, potępiał nadużycia z ambony i w pismach oraz ekskomunikował urzędników, sędziów i encomenderów winnych przestępstw na Indianach.
Aktywna obrona praw Indian była przyczyną napiętych stosunków pomiędzy biskupem a władzami świeckimi i encomenderami. Encomenderzy w liście do Filipa II oskarżyli bpa Gormaza Velasco o głoszenie heretyckich tez, co nie przyniosło zamierzonego efektu. W 1570 gubernator Álvaro Mendoza de Carvajal wygnał biskupa.
Na wygnaniu mieszkał w klasztorach augustiańskich w Limie, Arequipie i Cuzco, gdzie pełnił posługę duszpasterską wśród Indian. W 1572 bez powodzenia zabiegał o niewykonywanie kary śmierci na ostatnim królu Inków Tupacu Amaru, któremu osobiście udzielił chrztu.
15 kwietnia 1572 złożył królowi rezygnację z biskupstwa. Filip II jednak już 10 lutego 1572 wysłał mu list, nakazujący powrót do Popayánu. Po powrocie do diecezji na skutek intryg encomenderów i ponownej krytyki wykorzystywania Indian, szybko popadł w niełaskę gubernatora. W 1582, wyrokiem sądu w Quito, został aresztowany we własnej katedrze i przewieziony do Quito. W jego mieszkaniu władze przeprowadziły rewizję, podczas której został okradziony, a łup oddano świadkom oskarżenia. W odpowiedzi bp Gormaz Velasco ekskomunikował gubernatora. W Quito biskup żył w skrajnym ubóstwie. W 1583 biskupi zgromadzeni na synodzie prowincjonalnym w Quito, napisali list do króla Filipa II, w którym poinformowali monarchę o prześladowaniach biskupów ze strony władz świeckich, ze szczególnym uwzględnieniem sprawy biskupa popayáńskiego. W 1586 Filip II potępił arbitralność sądu i uniewinnił bpa Gormaza Velasco, który w 1587 powrócił do diecezji.
Biskupem popayáńskim był do śmierci 24 listopada 1589.
Podczas swojego pontyfikatu sprowadził do diecezji franciszkanów (1568) i dominikanów  (1575). Z własnego majątku ufundował klasztor augustianek, kształcący dziewczęta z ubogich rodzin, który rozpoczął działalność w 1591, już po jego śmierci.

### Ocena pontyfikatu
XX-wieczny historyk Pacheco pozytywnie oceniał zaangażowanie bpa Gormaza Velasco na rzecz obrony Indian, krytykując przy tym brak elastyczności w podejściu do władz świeckich i hiszpańskich diecezjan.
W 1995 rozpoczął się jego proces beatyfikacyjny.

## Pisma
Agustín Gormaz Velasco napisał dwa katechizmy, w tym jeden w języku Indian, kilka pieśni na użytek Indian oraz wspomnienia z czasów swojej misji w Nowej Hiszpanii.